# 확인 증명서

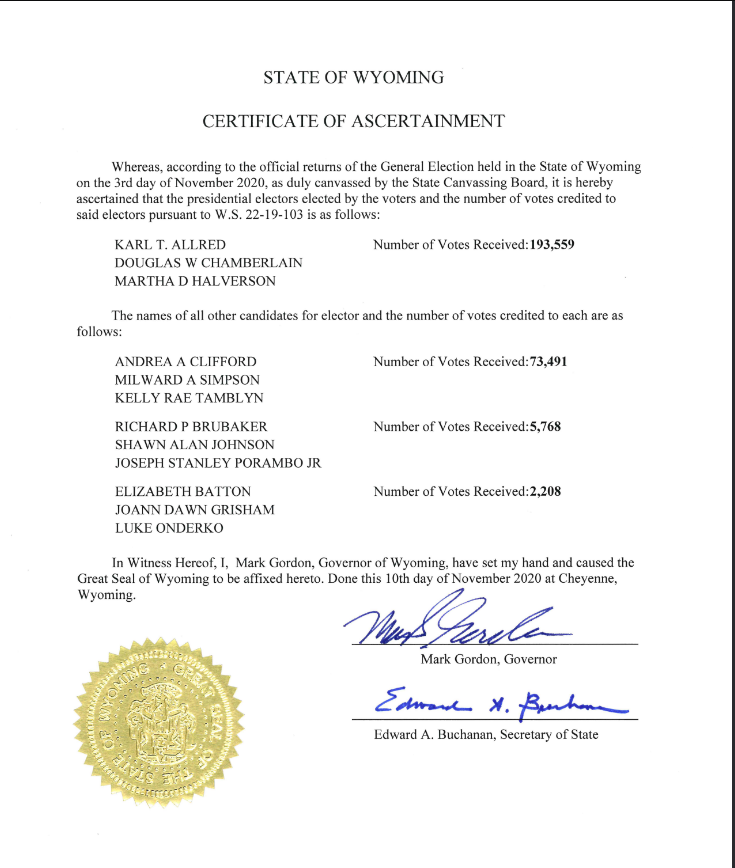
2020년 미국 대통령 선거를 위한 와이오밍 주의 확인 증명서. 정당이나 그들의 후보는 언급되지 않았음에 주목한다.

미국에서 확인 증명서(영어: Certificate of ascertainment)는 주의 미국 대통령 및 부통령을 위한 임명된 선거인과, 인기 투표를 받은 각 후보의 최종 투표 수를 식별하는 공식 문서이다.

## 절차
대통령 선거 후, 확인서는 각 주의 주지사(및 컬럼비아 특별구 시장)가 미국 기록관 등에게 3 U.S.C. §§ 6–14, 선거인단 개표법 및 2022년 선거 개표 개혁 및 대통령직 인수 개선법에 따라 제출된다. 미국의 선거 제도 내에서 이 증명서들은 "국민 투표와 선거인단이 던진 표 사이의 중요한 연결 고리를 나타낸다".
증명서는 주 인장과 주지사의 서명이 있어야 한다. 각 주는 증명서의 모양과 레이아웃을 자유롭게 선택할 수 있다. 연방 관보실 직원은 각 증명서가 법적으로 요구되는 모든 정보를 포함하는지 확인한다. 주들은 7개의 원본 증명서와 2개의 공증된 사본을 만들거나, 9개의 원본 증명서를 만들어야 한다. 이 중 원본 1개와 원본 2개 또는 사본 2개는 등기우편 또는 상업 운송업체를 통해 기록관에게 발송된다. 하원과 상원 모두 사본 중 하나를 받는다.
각 주의 선거인단이 투표를 위해 모일 때(12월 둘째 수요일 이후 첫 번째 월요일), 그들은 여섯 장의 "투표 증명서"에 서명하고 투표를 기록하며, 이 증명서들은 나머지 여섯 장의 확인 증명서와 짝을 이룬다. 한 쌍의 증명서는 상원 의장에게 보내지고, 두 쌍은 기록관에게, 두 쌍은 주무장관에게 등기우편으로 보내지며, 한 쌍은 가장 가까운 미국 연방지방법원의 수석 판사에게 보내진다. 기록관과 주무장관에게 보내진 두 쌍 중 하나는 대중 검사를 위해 지정되고, 다른 증명서들(및 수석 판사의 사본)은 "미국 상원 의장의 명령에 따라 보관된다". 기록관은 12월 넷째 수요일까지 증명서를 받아야 하며, 그렇지 않을 경우 "중복 원본을 회수하기 위한 비상 조치"를 취할 수 있다.
부통령은 상원의장으로서 1월 6일 하원 회의실에서 의회 합동 회의 동안 주별 알파벳 순서로 증명서를 열고, 서기석에 앉아 투표를 집계하는 네 명의 "집계인"(하원 두 명, 상원 두 명) 중 한 명에게 증명서를 전달한다.

## 같이 보기
- 2022년 선거 개표 개혁 및 대통령직 인수 개선법